# 58ª Squadriglia
La 58ª Squadriglia del Servizio Aeronautico del Regio Esercito dal 5 novembre del 1918 vola con aerei Ansaldo S.V.A..

## Storia

### Prima guerra mondiale
Dal 5 novembre 1918 la 5ª Sezione SVA di Marcon del I Gruppo forma la 58ª Squadriglia al comando del Capitano Amerigo Fontana su 12 Ansaldo S.V.A. monoposto ed il 12 novembre arrivano 4 SVA biposto.
Il 26 novembre arrivano altri 2 SVA dell'ex Gruppo speciale Aviazione I disponendo di 12 piloti e 4 osservatori ed il 28 novembre cede 4 biposti per creare la nuova 3ª Sezione SVA dello stesso campo volo.
Nel mese di dicembre è a Ganfardine (poi Aeroporto di Villafranca) comandata dal Cap. Facchinetti seguito dal Cap. Raffaele Martinetti-Bianchi.
Nel febbraio 1919 è al Campo di aviazione di Busiago di Campo San Martino e dal 13 febbraio entra nel III Gruppo (poi 3º Gruppo caccia terrestre).
Al 20 aprile 1919 disponeva di 11 SVA.
Alla fine dell'anno è nel Gruppo da Ricognizione Tattica e Strategica ad Aiello del Friuli comandata dal Tenente Filippo Palange e nel 1920 da Radicelli prima di essere sciolta.

### Seconda guerra mondiale
Al 10 giugno 1940 era con 7 S.M.79 nel XXXII Gruppo di Bengàsi-Aeroporto di Benina del 10º Stormo Bombardamento Terrestre della Regia Aeronautica nell'Aeronautica della Libia - Est.